# 斯洛文尼亞精神航空

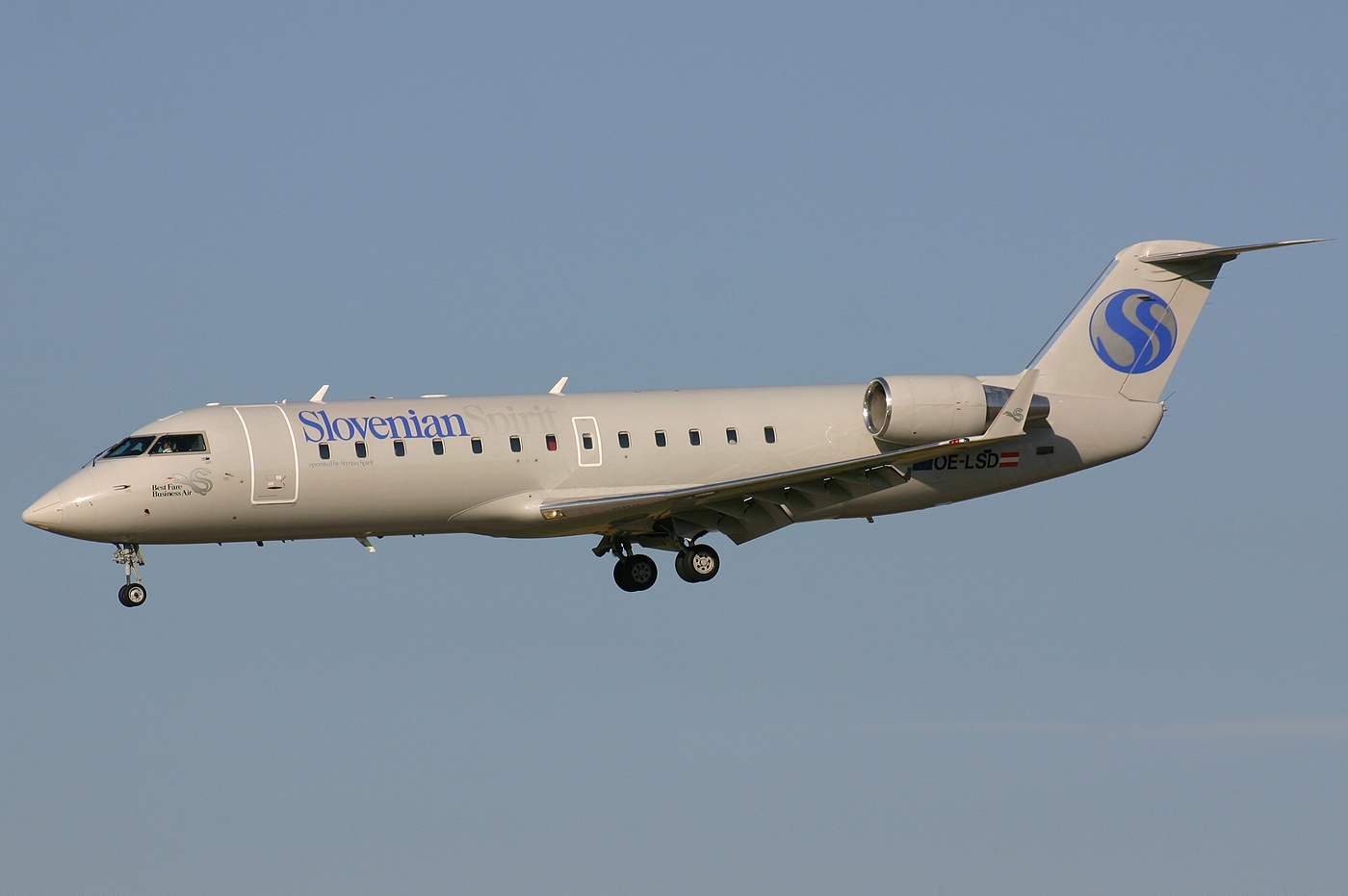
斯洛文尼亞精神航空的CRJ-200LR飛機

斯洛文尼亞精神航空（英語：Slovenian Spirit）是一家已結業的斯洛文尼亞航空公司，是施泰爾馬克精神航空的子公司。公司在2003年成立，提供馬里伯爾愛德華·盧希揚機場到萨尔茨堡和巴黎的航班。航空公司在2006年3月結業。